# Serica ratcliffei
Serica ratcliffei är en skalbaggsart som beskrevs av Ahrens 2005. Serica ratcliffei ingår i släktet Serica och familjen Melolonthidae. Inga underarter finns listade i Catalogue of Life.